# Leucofanite
La leucofanite è un minerale.